# Kanton Carcassonne-Nord
Kanton Carcassonne-Nord (fr. Canton de Carcassonne-Nord) je francouzský kanton v departementu Aude v regionu Languedoc-Roussillon. Tvoří ho severní část města Carcassonne a obec Pennautier.